# Streifenführer
Ein Streifenführer ist eine berufliche Funktion im Öffentlichen Dienst (Außendienst).

## Reguläre Polizei
Streifenführer bei der deutschen Polizei ist ein Vorgesetzter und Verantwortlicher einer Polizeistreife im Polizeivollzugsdienst.
Der Streifenführer übt eine berufliche Funktion aus und ist für die Tätigkeiten und Vorgänge sowie für das Verhalten seiner unterstellten Beamten verantwortlich. Hierzu zählt Kontrolle der Tätigkeiten, die Orientierung über die Tätigkeiten (Wer macht was und wer ist verfügbar?), das Wissen um deren Standorte, der Personaleinsatz, die Koordination (zeitlich und räumlich) und die Kommunikation (Absprachen, Einsätze) usw.
Dies wird umso schwieriger, wenn die Gruppe mehrfach aufgeteilt wird, zum Beispiel in Halbgruppen, Streifen und Trupps, und ggfs. zudem noch verstreut sind.
Die Anzahl der unterstellten Kräfte liegt meistens bei einem Beamten; nicht allzu selten zählen auch Berufsanfänger und Praktikanten dazu. Bei Einsatzhundertschaften kann die Zahl auf ca. 12 Personen ansteigen. In diesem Fall ist der Beamte Streifenführer und Gruppenführer in einer Person.
Wer Streifenführer ist, richtet sich nach der Einteilung des Vorgesetzten. Richtschnur ist hierbei primär die Amtsbezeichnung bzw. das Dienstalter (Anciennität) sekundär die Erfahrung und tertiär das Lebensalter. Meistens handelt es sich um erfahrene Beamte, die zumindest die Amtsbezeichnung Polizeiobermeister innehaben. Die Entscheidung wird auf dem Dienstplan dokumentiert.

## Militärische Streifen im Wachdienst
Militärische Streifen im Wachdienst in der Bundeswehr werden in der Regel zu Fuß zur Kasernenbewachung durchgeführt. Sie werden aus Mannschaftsdienstgraden gebildet und bestehen aus einem Streifenführer und einem Streifensoldaten, die den Auftrag haben, Zugangsberechtigungen zur Kaserne zu prüfen und Straftaten gegen die Bundeswehr abzuwenden. Sie sind Teil der militärischen Wache.